# Cantó de Sant German de l'Erm
El cantó de Saint-Germain-l'Herm és un cantó francès del departament del Puèi Domat, a la regió d'Alvèrnia-Roine-Alps. Està inclòs en el districte d'Embèrt, té 10 municipis i el cap cantonal és Sant German de l'Erm.

## Municipis
- Aix-la-Fayette
- Chambon-sur-Dolore
- Condat-lès-Montboissier
- Échandelys
- Fayet-Ronaye
- Fournols
- Saint-Bonnet-le-Bourg
- Saint-Bonnet-le-Chastel
- Sainte-Catherine
- Sant German de l'Erm

## Història
| Data d'elecció                           | Identitat        | Partit           | Qualitat |
| ---------------------------------------- | ---------------- | ---------------- | -------- |
| 1961-1973                                | Léon Barthelay   | SFIO, després PS |          |
| 1973-2004                                | Georges Chometon | UDF              |          |
| 2004-                                    | Dominique Giron  | Divers gauche    |          |
| les dades anteriors no són pas conegudes |                  |                  |          |
|                                          |                  |                  |          |

## Demografia
| 1962  | 1968  | 1975  | 1982  | 1990  | 1999  | 2007  |
| ----- | ----- | ----- | ----- | ----- | ----- | ----- |
| 3.393 | 3.714 | 3.152 | 2.779 | 2.468 | 2.310 | 2.200 |